# Płaskownik

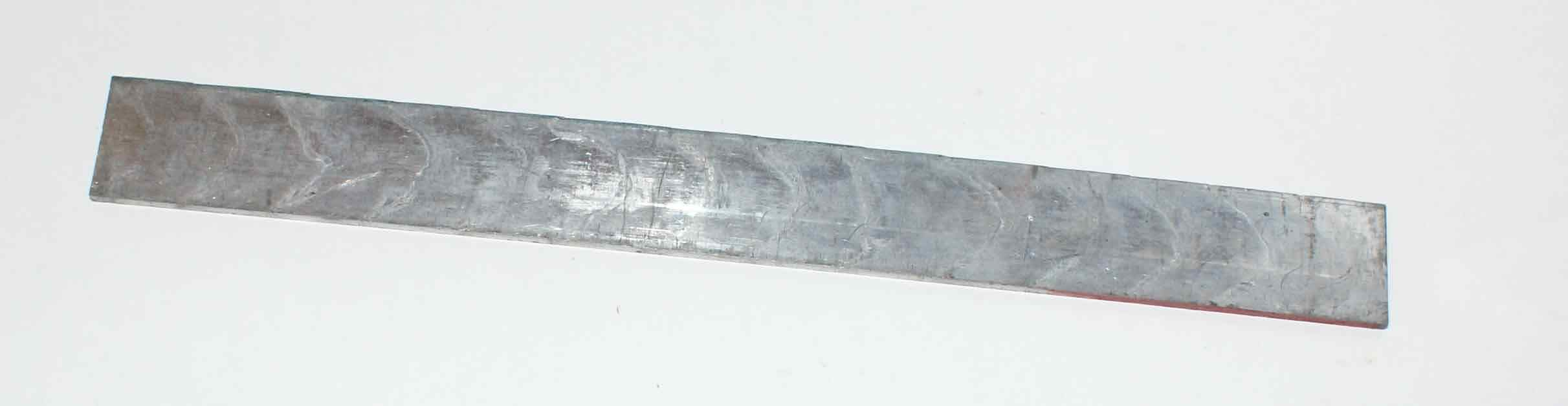
Płaskownik stosowany jako justunek

Płaskownik – pręt metalowy o przekroju prostokątnym. Może być ciągniony, walcowany lub cięty z blachy. 
Płaskowniki stosuje się w konstrukcjach mechanicznych i w budownictwie.